# Ben Feringa
Bernard Lucas (Ben) Feringa (Barger-Compascuum, 18 mei 1951) is een Nederlands chemicus, werkzaam als hoogleraar aan de Rijksuniversiteit Groningen. In 2016 ontving Feringa de Nobelprijs voor Scheikunde, die hij deelde met Jean-Pierre Sauvage en James Fraser Stoddart, voor hun gezamenlijke onderzoek naar moleculaire nanomachines.

## Biografie
Feringa, de tweede van in totaal tien kinderen, werd geboren in een katholiek gezin van boer Geert Feringa (1918-1993) en zijn vrouw Lies Feringa-Hake (1924-2013). Hij groeide op op de familieboerderij in het Bourtangermoeras, dicht bij de grens met Duitsland, en heeft Nederlandse en Duitse voorouders, waaronder Johann Gerhard Bekel, die in het veen werkte. Met zijn vrouw Betty heeft hij drie dochters en woont in Paterswolde.
In 1978 promoveerde Feringa aan de Rijksuniversiteit Groningen op het onderzoek naar asymmetrische oxidatie van fenolen, met de dissertatie Asymmetric oxidation of phenols. Atropisomerism and optical activity, onder leiding van Hans Wijnberg. Hierna werkte hij enkele jaren bij Shell. In 1988 werd hij benoemd tot hoogleraar organische chemie aan dezelfde universiteit, waar hij ook voorzitter werd van de basiseenheid Synthetisch organische chemie. In 2003 kreeg hij de titel Jacobus van't Hoff Distinguished Professor of Molecular Science. Feringa ontving de Spinozapremie in 2004 en werd in 2006 lid van de Koninklijke Nederlandse Akademie van Wetenschappen. Van 2008 tot 2013 diende hij als Akademiehoogleraar. In 2008 werd hij geridderd in de Orde van de Nederlandse Leeuw.
Op 23 november 2016 werd Feringa door de minister van Onderwijs, Cultuur en Wetenschap, Jet Bussemaker, bevorderd tot Commandeur in de Orde van de Nederlandse Leeuw. Deze onderscheiding ontving hij vanwege zijn opname dat jaar in de lijst van Nederlandse Nobelprijswinnaars. Vanaf 1901 tot en met 2022 bevat deze lijst 22 namen van Nobelprijswinnaars geboren in Nederland.

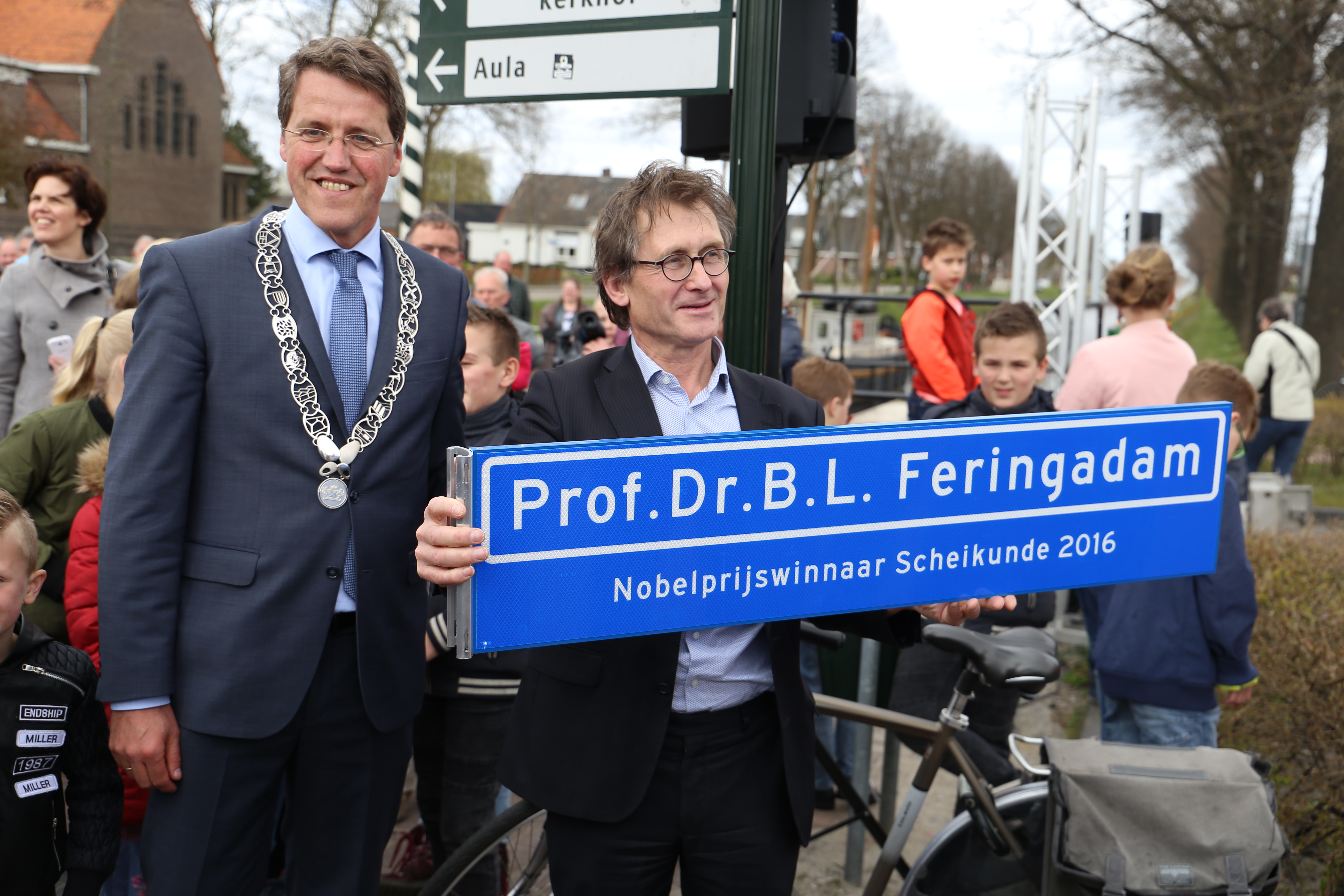
Na het winnen van de Nobelprijs werd een plein in zijn geboortedorp naar hem vernoemd (2017)

Feringa is vicepresident van het bestuur van de Koninklijke Nederlandse Akademie van Wetenschappen (KNAW) en voorzitter van de afdeling Natuurkunde. Daarnaast is hij verkozen tot buitenlands erelid van de American Academy of Arts and Sciences (de Amerikaanse Academie van Kunsten en Wetenschappen).
In 2016 won hij de Nobelprijs voor de Scheikunde, die hij deelde met Jean-Pierre Sauvage en Sir James Fraser Stoddart voor hun baanbrekende onderzoek naar moleculaire nanomachines.
Na zijn Nobelprijswinst werd een plein in zijn geboortedorp Barger-Compascuum naar hem vernoemd.
Tevens is het nieuwe natuur- en scheikundegebouw op het Zernikecomplex van de Rijksuniversiteit Groningen naar Feringa vernoemd.

## Onderzoek
Het onderzoek van Feringa omvat onder meer gebieden zoals asymmetrische katalyse, fotofarmacologie, moleculaire schakelaars en motoren, zelfassemblage, stereochemie, organische synthese, en moleculaire nanosystemen. Voortbouwend op het pionierswerk van Stoddart en Sauvage, heeft Feringa zich toegelegd op de ontwikkeling en het synthetiseren van nanomoleculaire machines.
In 2011 was Feringa de eerste ter wereld die moleculaire motoren synthetiseerde die onder invloed van ultraviolet licht continu draaien. Dit wordt wereldwijd door zijn vakgenoten beschouwd als een van de hoogtepunten van de moderne scheikunde. Met zijn onderzoeksgroep slaagde Feringa er ook in om een 'nano-auto' te ontwikkelen, een molecuul dat zich over een metaaloppervlak kan verplaatsen. Dit minuscule voertuig bestaat uit een langwerpig molecuul met aan elk uiteinde moleculaire motoren die als wielen dienen. Om de beweging vast te leggen, werd een rastertunnelmicroscoop gebruikt. Het voertuig legde in tien stappen een afstand af van ongeveer zes nanometer in een vrijwel rechte lijn. In de toekomst opent dit perspectieven voor talloze toepassingen, zoals gerichte medicijnafgifte in het lichaam.
Feringa geeft aan dat zijn inspiratie voor het maken van moleculaire motoren voortkomt uit zijn jeugd op het platteland, waar hij door de natuur en het rurale leven werd geïnspireerd.

## Lidmaatschappen van academies
- Buitenlands erelid van de American Academy of Arts and Sciences, USA[15]
- Lid van de Koninklijke Nederlandse Academie voor Wetenschap (KNAW), sectie scheikunde[16]
- Lid van de Netherlands Academy for Technology and Innovation (ACTI)[17]
- Lid van de Academia Europaea, sectie scheikunde[18]
- Lid van de American Chemical Society
- Erelid van de Koninklijke Nederlandse Chemische Vereniging[19]
- Fellow van de Royal Society of Chemistry UK

## Prijzen
Feringa's onderzoek is erkend met een aantal prijzen en gastdocentschappen, waaronder 
- de Pino Gold Medal van de Italian Chemical Society (1997)
- de Novartis Chemistry Lectureship Award 2000-2001
- de Körber European Science Award (2003)[20]
- de Arun Guthikonda Memorial Lecture & Award[21] (Columbia University) (2003)
- de Spinozapremie (2004)[22]
- de Prelog gouden medaille (2005)[23]
- de Solvias Ligand contest award (Zwitserland, 2005)
- de James Flack Norris Award van de American Chemical Society (ACS) (2007)[24]
- de Paracelsus medaille van de Swiss Chemical Society (SCS) (2008 )[25]
- ERC Advanced Grant (subsidie van de Europese onderzoeksraad (ERC) 2008)[26]
- de Chirality medaille van de Societa Chimica Italiana (SCI)(2009)[27]
- het Organic Stereochemistry Award van de Royal Society of Chemistry (RSC)(2011)[28]
- de Alexander von Humboldt Prijs (2012)[29]
- de Grand Prix Scientifique Cino del Duca (Franse Academie van Wetenschappen 2012)[30]
- Lily European Distinguished Science Award (2013)
- RSC Award for distinguished service (Royal Society of Chemistry, 2013)
- de Maria Sklodowska-Curie Medaille en de Jedrzej Sniadecki Medaille (Polish Chemical Society 2013)[31]
- Yamada-Koga Award,[32] Tokio, Japan, 2013
- de Nagoya Gold Medal (2013)[33][34]
- de Arthur C. Cope Scholar Award van de American Chemical Society (ACS) (2015)[35][36]
- de Netherlands Catalysis and Chemistry Award 2015 van de Koninklijke Nederlandse Chemische Vereniging (de beroepsvereniging voor chemie, life sciences, procestechnologie en (bio)moleculaire wetenschap)[37]
- Chemistry for the Future Solvay Prize 2015[38][39]
- ERC Advanced Grant, een subsidie van 2,5 miljoen voor zijn onderzoek naar door licht aangedreven moleculaire motoren.[40]
- Tetrahedron Prijs 2016[41]
- Nobelprijs voor de Scheikunde, 2016
- Commandeur in de Orde van de Nederlandse Leeuw, 2016[7]
- Centenary Prize 2017 van de Royal Society of Chemistry (Engeland).[42]

## Publicaties
- 2011 - (en) Molecular switches. Wiley-VCH, Weinheim, Germany (2011). ISBN 978-3-527-63440-8.